# Можда представа
Можда представа је позоришна представа коју су режирали Милан Нешковић, Предраг Стојменовић и Марко Челебић, на основу неколико комада Шекспира и Пирандела. Премијерно је приказана 27. децембра 2020. у позоришту ДАДОВ. Представа је преношена уживо на Јутјуб каналу позоришта.

## Радња
У комаду „Можда представа” се преплићу сцене из драма Шекспира и Пирандела. Представа разрађује идеју позоришта у позоришту, тако што се кроз представу преплићу сцене из Пиранделовог комада „Шест лица траже писца“, „Хамлета“ и „Сна летње ноћи“.
Представа се кроз чин прављења једне представе, односно позоришних проба и свега онога што се суштински дешава у једном позоришту (глумци, редитељ, техника, управа), бави самим чином креативног стваралаштва. Да ли ће се представа у тренутној ситуацији уопште одржати, да ли ће редитељ успети да окупи глумце, и како данас поставити класику када је све толико пута већ виђено? Представа отвара питање колико нам је позориште битно и како успева да се одржи у данашњем времену, од чега потиче и наслов представа.

## Улоге
| Лица | Глумци                 |
| ---- | ---------------------- |
|      | Никола Брун            |
|      | Мина Вујичић           |
|      | Анђела Вукчевић        |
|      | Искра Вилкић           |
|      | Огњен Иванов           |
|      | Милица Ивошевић        |
|      | Стефан Тимотеј Калезић |
|      | Теодора Мијаиловић     |
|      | Теодора Миленковић     |
|      | Софија Мојсиловић      |
|      | Оља Николић            |
|      | Лазар Ненадовић        |
|      | Филип Папрић           |
|      | Влада Папрић           |
|      | Страхиња Поповић       |
|      | Нађа Прочковић         |
|      | Лена Стаменковић       |
|      | Александар Тадић       |
|      | Јована Урошевић        |